# گمیشان

## گمیش تپهشهری از توابعبخش مرکزیو مرکزشهرستان گمیشاندراستان گلستانمی‌باشد.
این شهر در شمالی‌ترین قسمت حاشیه شرقی دریای خزر قرار دارد و از طرف شمال به کشور ترکمنستان، از جنوب به بندرترکمن، از شرق به آق قلا و از طرف غرب به دریای خزر ختم می‌شود. این شهر با بندر ترکمن حدود ۱۹٫۵ کیلومتر فاصله دارد.
نام محلی و ترکمنی شهر گمیش تپه، کوموش‌دپه (به ترکمنی: کۆمۆش‌دپه، Kümüşdepe)()  به معنی «تپه نقره‌ای» است و در مورد علل نامگذاری آن دلایل خاصی را بیان می‌کنند ازجمله پیدا شدن اشیاء قدیمی از جمله ظروف و مخصوصاً مسکوکات نقره ای بسیاری در اواسط دوره قاجار که به نقره ترکمن‌ها کوموش می‌گویند و همچنین استدلال به نمکزار بودن تپه در دوران نزدیکی به آب دریا و بازتاب نور آفتاب و ماه به صورت نقره‌ای از مسافت دور اشاره داشت.
صورتهای دیگر نوشتاری: کوموش دپه، کمیش دپه (مورد تأیید مشاهیر زبان و ادبیات شهر)
سیاحانی همچون آرمینوس وامبری و بزرگانی همچون محمدعلی شاه قاجار، رضاشاه پهلوی و فرزند خردسالش محمدرضا از این شهر بازدید کرده‌اند.

## گمیشان
گمیشان دراصل نام شهر محسوب نمی‌گردد بلکه نام شهرستانی است که شهرهای گمیش تپه، سیمین شهر و روستاهای تابعه را دربر گرفته‌است مرکزیت این شهرستان شهر گمیش تپه می‌باشد که درتاریخ ۲۲ اردیبهشت ۸۸ از شهرستان ترکمن جداشد.

## آب و هوا
آب و هوای گمیش تپه استپی محلی است. در طی سال میزان بارش کم است. سامانهٔ طبقه‌بندی اقلیمی کوپن BSk است. میانگین سالانه دما ۱۷٫۶ سانتی گراد است. میانگین بارندگی در اینجا به ۳۸۱ میلی‌متر می‌رسد.
در ژوئن میزان بارش در کمترین حد خود قرار دارد که میانگین آن ۱۲ میلی‌متر است. بیشترین میزان بارش متعلق به ماه مارس (اسفند) که به‌طور میانگین به ۵۶ میلی‌متر می‌رسد. با دمای میانگین ۲۷٫۸ درجه سانتی گراد، اوت (مرداد) گرم‌ترین ماه سال است. در ژانویه (دی ماه), متوسط دما ۷٫۷ درجه سانتی گراد است. این میزان کمترین میانگین دما در تمام سال است. بین خشک‌ترین و مرطوب‌ترین ماه سال، تفاوت میزان بارش ۴۴ میلی‌متر است. دماهای میانگین در طول سال به میزان ۲۰٫۱ درجه سانتی گراد تغییر می‌کند.

## روز ملی گمیش تپه
روز تأسیس بلدیه (شهرداری) در تاریخ ۲۹ مرداد ۱۳۰۹ به عنوان روز ملی گمیش تپه جشن گرفته می‌شود.

## مردم

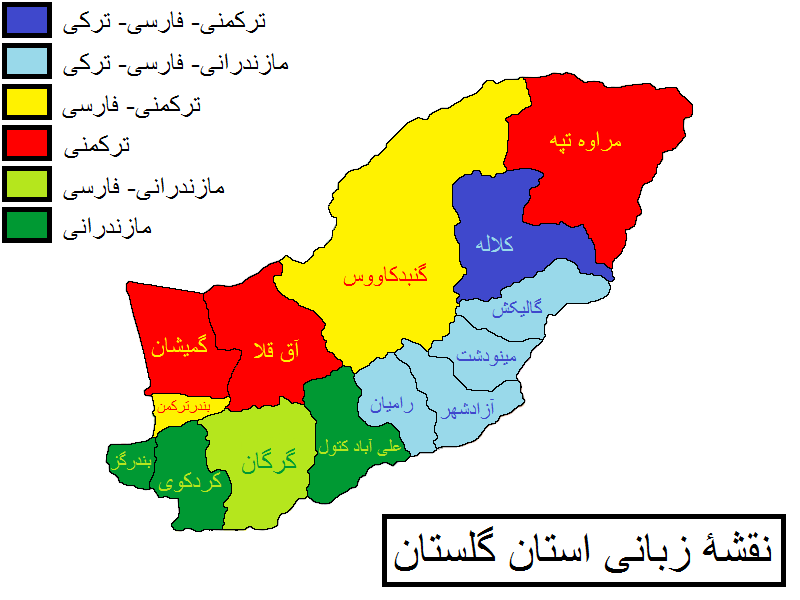
نقشهٔ زبانی استان گلستان

مردم گمیش تپه ترکمن هستند و به زبان ترکمنی تکلم می‌نمایند. ترکمن‌ها از لحاظ مذهبی مسلمان اهل سنت شاخه حنفی می‌باشند.

## جمعیت
بر پایه سرشماری عمومی نفوس و مسکن در سال ۱۳۹۵ جمعیت این مکان ۱۹٬۱۹۱ نفر (۵٬۱۲۹ خانوار) بوده‌است.

## پیشینه
منطقه‌ای که گمیش تپه در آن پدید آمده از زمان اشکانیان تا دوران اخیر، تأمین‌کننده بخشی از نیازهای قاره اروپا بوده‌است؛ و به شواهد برخی از متون تاریخی رودخانه گرگان از طریق گمیش تپه به دریای خزر وارد می‌شده‌است.
مسیر قدیمی گرگانرود در لبه جنوبی تپه «کوره سو» معروف به «کهنه گرگان» و ادامه آن به به نام «پرسی آقن» از وسط شهر گذشته و به دریای خزر می‌ریزد.
گمیش تپه در اوج شکوفایی جزیره آبسکون، انتهای راه خاکی و آغاز راه آبی جاده ابریشم در قسمت آسیایی بوده‌است. در این اواخر نیز ناوداران (کشتی‌های چوبی بزرگ بادبانی) با مراوده کالای تجاری با دنیای خارج ادامه دهندگان راه آبسکونیان بوده‌اند و مردم آن با شهرهای ساحلی شمال کشور از جمله بندر گز، بندر انزلی و از طرف شرق با شهرهای استر آباد و جرجان و در آنسوی مرز با بنادر حسنقلی، چلکن، حاجی طرخان، باکو مراوده داشته و داد و ستد می‌کردند. (هنوز آثار خرابه‌های تأسیسات به نام گمرک خانه در ۲ کیلومتری غرب شهر موجود می‌باشد) به‌طور کلی این شهر در تاریخ معاصر ایران نامی آشنا برای مردم ایران و شوروی سابق بوده‌است.
محمد علی قورخانچی صولت نظام به سال ۱۳۲۰ ه‍.ق در گزارش خود چنین می‌نویسد: طایفه جعفر بای ساکن گمیش تپه از حیث پاکی و تمیزی و ثروت نخستین طایفه یموت است … از حیث میل و لباس خیلی خوبند و همه صبح‌ها خودشان را با صابون‌های معطر شسته و در زمستان‌ها با گالش و پوتین و نیم پالتو راه می‌روند … بازارشان رواجی دارد و همه قسم اقمشه روسی، خرازی و سماور و ظروف حاجی طرخان و قند و چای به فروش می‌رسد؛ و همچنین در سفرنامه رضاخان در سال ۱۳۰۵ به مازندران راجع به این شهر می‌نویسد … میان اهالی گدایی و سؤال عیب است. در این قریه هیچ گدایی دیده نمی‌شود.
قبل از شکل‌گیری گمیش تپه به شکل امروزی حداقل سه اثر مهم که قدمت آن‌ها به قبل از اسلام می‌رسند در نزدیکی آن شهر وجود دارند که در به وجود آمدن شهر مخصوصاً دیوار دفاعی بی تأثیر نبوده‌اند. از آن جمله به آثار کوموش دپه جیک، تپه کوره سو (دوره تاریخی اسلامی) و قزل آلانگ یا همان دیوار دفاعی گرگان (منظور جرجان قدیم می‌باشد، نه استرآباد کنونی) مربوط به دوره (پارت و ساسانی) اشاره نمود.
در خصوص شکل‌گیری گمیش تپه به شکل امروزی حرف و حدیث فراوان است، آنچه از قراین و شواهد برمی‌آید اینکه این شهر به سال ۱۲۳۰ ه‍.ق در محل کنونی برقرار بوده‌است. بنا بر اظهارات آقای ستوده در جلد پنجم کتاب از آستارا تا آستارباد آمده‌است که موراویو در سال ۱۲۳۰ ه‍.ق به گموش تپه آمده و با مردم گموش تپه (گمیش تپه) راجع به جزیره آبسکون سوالاتی کرده‌است. در کتاب تاریخ گرگان راجع به آن آمده‌است …، که محمد علی شاه قاجار در سال ۱۹۱۱ میلادی مصادف با ۱۳۳۰ ه‍.ق از طریق راه آبی از خاک روسیه در خاک گمیش تپه پیاده شده و دست به اقداماتی زده‌است. در همان سال‌ها گمرک گمیش تپه دایر بوده و در سال ۱۳۳۴ ه‍.ق در زمان جنگ جهانی اول بسته شده‌است. همچنین قدمت تأسیس و سوابق ادارات مختلف از جمله تأسیس شهرداری آن را به سال ۱۲۷۳ ه‍.ق یا به قولی به ۱۳۰۹ ه‍.ش و تأسیس اداره فرهنگ را به سال ۱۳۰۴ ه‍.ش می‌دانند. به هر حال قدمت گمیش تپه به شکل امروزی به زمان قاجار و پهلوی اول می‌رسد.
کشاورزی:عمده تولیدات کشاورزی در گمیش تپه جو و گندم و تا حدودی نیز پنبه می‌باشد. به علت عدم وجود آب کشاورزی، زراعت پیشرفت چندانی نداشته‌است.
دامداری: دامداری از پر سابقه‌ترین اشتغالات مردم گمیش تپه می‌باشد. در منطقه گوسفند، گاو و شتر نگهداری می‌شود. گله‌های گوسفند در زمستان به مناطق قشلاقی که در مراتع وسیع شمال گمیش تپه واقع است کوچ می‌کنند و در تابستان‌ها جهت ییلاق در نزدیکی شهر به سر می‌برند. در اینجا گوسفند را به خاطر گوشت و پشم آن نگهداری می‌کنند و از شیر آن استفاده مادی نمی‌برند.
ماهیگیری: از عمده اشتغالات مردم گمیش تپه ماهیگری و صیادی از دریای خزر می‌باشد. زندگی مردم ارتباط تنگاتنگی با دریا دارد. مبالغه نیست اگر بگوییم علت وجود تداوم شهر گمیش تپه وجود دریا و ماهیگیری است. در اینجا انواع ماهی از قبیل فیل ماهی، اوزون برون، ماهی سفید، ماهی آزاد کپور، کفال، تلاجی، و… صید می‌شود.
قالیبافی: قالیبافی از جمله مشغولیات همه زنان و دختران گمیش تپه می‌باشد که بر روی دارهای قالی نقش‌های بدیع و زیبایی را خلق می‌کنند که چشم هر بیننده‌ای را به خود جلب می‌کند. «خوجاین گول» یکی از نقش‌های ابداعی زنان گمیش تپه است.
بزرگ‌ترین سایت پرورش میگو در شمال کشور در قالب ۴هزار هکتار در این شهرستان در حال فعالیت و توسعه می‌باشد و تلاش‌ها برای توسعه شهر با احداث شهرک تخصصی شیلات، ایجاد بازارچه مرزی در شمال شهر گمیش تپه، ایجاد بندر تجاری در غرب گمیش تپه (بندر سبز خزری) و روستای خواجه نفس و توسعه گردشگری ساحلی در روستای چارقلی ادامه دارد.

## موقعیت
گمیش تپه در کرانه شرقی دریای خزر واقع شده‌است و از سمت غرب با دریای خزر ختم می‌شود اب و هوای  این شهر معتدل و و نسبتاً خشک است زمستان‌های نسبتاً سرد با تابستان‌های نسبتاً گرم و شرجی دارد به علت واقع شدن رشته کوه‌های البرز در شهرهای همسایه همچون گرگان و کردکوی ابرهای بارانی به سمت کوه‌ها کشیده می‌شوند و به همین علت شهری پر باران به حساب نمی‌اید

## جاذبه‌های گردشگری

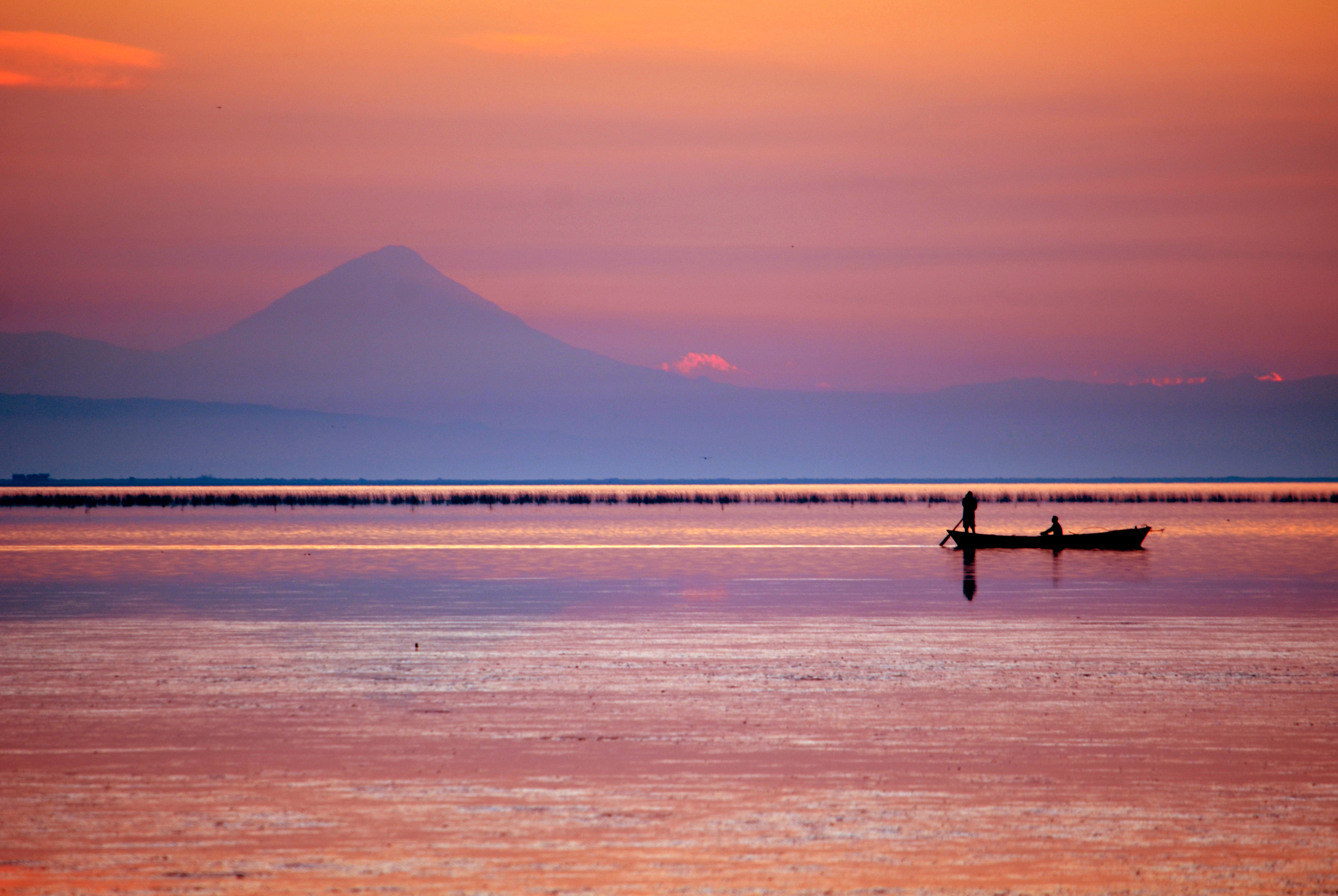
مشاهده کوه دماوند از ساحل گمیشان

### جزیرهآبسکون
جزیره آبسکون نام جزیره‌ای باستانی می‌باشد که امروزه مردم محلی به نام کوره سو بمعنای آب ساکن می‌نامند. در اقوال تاریخی در این باره نوشته شده‌است:
مینورسکی واژه سوکانا را از قول بطلمیوس به احتمال همان آبسکون دانسته‌است. اعتمادالسلطنه نیز با اندک تغییر، واژه سوکاندا را در آثار جغرافیایی خود اسم قدیم جزیره آبسکون نوشته‌است.
اما از متقدمان، مؤلف «حدودالعالم من المشرق الی مغرب» آورده‌است:
«آبسکون شهریست برکران دریا، آبادان و جای بازرگانان همه جهان است که بدریای خزران بازرگانی کنند.»
شمس الدین محمد ابی طالب انصاری دمشقی در آغاز قرن هشتم هجری نوشته‌است:
«آبسکون لنگرگاهی بر کناره دریای خزر است و آن را قباد ساخته‌است. حمدالله مستوفی قزوینی که از آبسکون به عنوان جزیره نیم مردان یاد کرده، آن را مسکون و با مردم بسیار و لنگرگاه کشتی‌های اروس و گیلان و مازندران دانسته‌است. دیگر جغرافیادانان جهان اسلام، چون مقدسی در احسن التقاسیم فی معرفه الاقالیم، یاقوت حموی در معجم البلدان، ابوالفدا در تقویم البلدان در قرن نهم، حافظ ابرو در جغرافیای حافظ ابرو، از این منطقه دریایی ایران زمین سخن به میان آورده‌اند.
سلطان محمد خوارزم شاه در هنگام فرار از سپاهیان چنگیز فرزند ارشدش جلال الدین را به جانشینی نامزد کرد و دو برادر دیگرش را به قبول حکمش مأمور ساخت اما پس از مرگ محمد، برادران درصدد قتل جلال‌الدین برآمدند.
آبسکون در اشعار:
گرفته روی دریا جمله کشتی‌های برّ تو زبهر مدح خوانانت ز شروان تا به آبسکون /رودکی.
تو داری از کنار گنگ تا دریای آبسکون تو داری از در کاکنج تا قصدار و تا مکران /فرخی.
چو بحر آبْسکون است چشم‌ها تا شد شریف قالب شهزاده را در آب سکون /رضی نیشابوری.
ز تف ماند جانم بآذر برزین ز آب ماند چشمم برود آبسکون/ابومنصور قطران عضدی تبریزی.

### موزه مردم‌شناسی
موزه مردم‌شناسی گمیش تپه در ساختمانی تاریخی معروف به خانه گوکلانی که قدمت آن به دوره پهلوی اول می‌رسد، در میانه بافت سنتی و زیبای شهر نگاه هر بیننده‌ای را به خود جلب می‌نماید. از آنجا که اغلب مردم ساکن در شهرستان گمیشان را ترکمن‌ها تشکیل می‌دهند که دارای بضاعتی قوی در حوزه صنایع دستی و هنرهای سنتی نیز می‌باشند و همچون دیگر اقوام آداب و رسوم و آیین‌های خاص خود هستند. موزه گمیش تپه به معرفی ویژگی‌های این قوم در بخش‌های: معرفی یک خانواده ترکمن، بخش بافندگی همچون قالی بافی، نمد مالی و گلیم بافی، بخش سوزندوزی، ساخت زیورآلات سنتی و حصیر بافی و بخش معرفی مشاغل بومی و آیین‌های سنتی می‌پردازد. بخش دیگر موزه، کارگاه‌های آموزشی است که با هدف حفظ و احیای صنایع دستی مردم ترکمن فعال است.

### گل فشان قارن یارق
گل فشان قرن یارق پدیده‌ای آتشفشانی طبیعی بوده و در گذشته از دهانه آن به جای مواد مذابی و گدازه گل همراه گاز از ان خارج می‌شده‌است.
این گل فشان اکنون به صورت تپه‌ای مخروطی است که تأثیر فرسایش در ان کاملاً مشهود است. منشأ، گازهای گل فشان نی زاز تله‌های نفتی و گازی موجود در اعماق زمین تأمین می‌شود و شباهت مکانیسم گل فشان به فوران‌های آتشفشانی موجب شده که نام آن را آتشفشان گل نامند. منابع مختلف قطر دهانه آن را از ۵۰۰ تا ۷۰۰ متر ثبت کرده‌اند. قارن یارق یک کلمه ترکمنی است، در این زبان به معنی شکم پاره یا جایی که شکم زمین شکافته و پاره شده می‌باشد.

### خانه‌های قدیمی

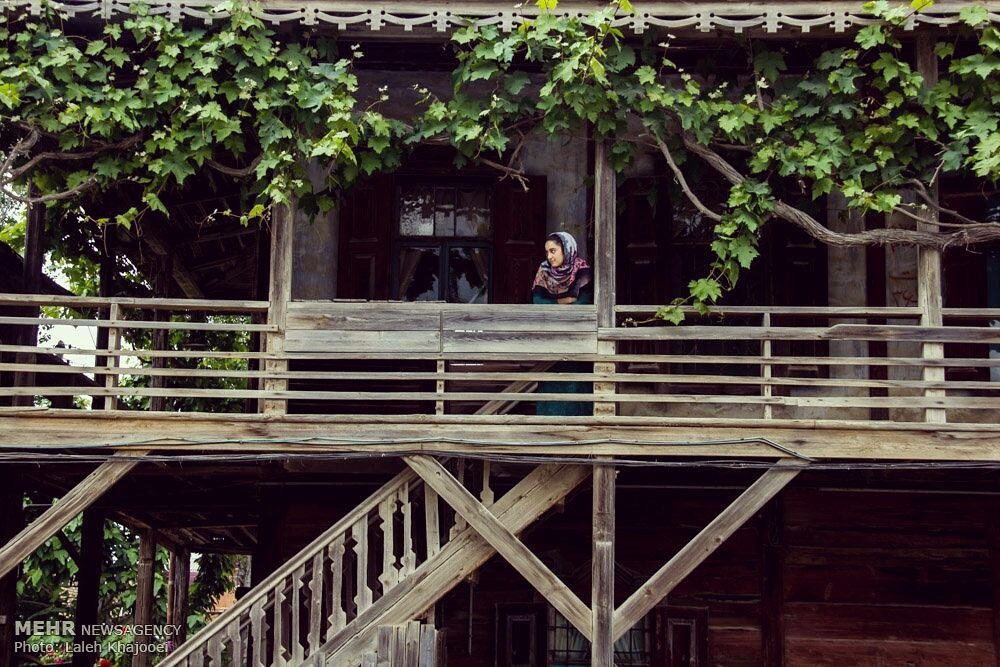
خانه ای قدیمی در کمیش تپه

در شهر گمیش تپه ساختمان‌ها و بناهای قدیمی وجود دارد که برخی از آن‌ها سه طبقه و بسیاری نیز دو طبقه می‌باشد اغلب این ساختمان‌ها تماماً از چوب و الوارهایی که از شوروی سابق وارد می‌شده بنا گردیده و در ساخت آن‌ها معماری خاصی اتاق بکار رفته‌است. اتاق‌های تودرتو، دالان‌های موجود و شومینه‌های اتاق‌ها در این ساختمان‌ها منحصر به فرداست. و حکایت از کار مهندسی و کارشناسی این بناها دارد.
این ساختمان‌ها که تماماً از چوب ساخته شده و به وسیلهٔ کارهای خراطی از میخ استفاده نگردیده مربوط به قشر خاصی نمی‌باشد بلکه هر کس که توان ساخت آن را داشت اقدام به ساختمان‌سازی می‌کرد. طرح و نقشه آن‌ها مثل ساختمان‌ها ی امروزی نقشه‌کشی نمی‌شد بلکه استادان معماری وجود داشت که با الهام از ساختمان‌های شوروی سابق و تجربه‌های که در این زمینه کسب کرده بودند و بر اساس سلیقه و نظر خود آن‌ها را معماری می‌کردند.

### دیوار دفاعی گرگان
دیوار بزرگ جرجان (جرجان شهری در حاشیه گنبد فعلی) یا دیوار سرخ که در متون قدیمی با نام مار سرخ نیز نامیده شده‌است، دیواری تاریخی است که از کنار دریای خزر در سمت شمال غربی شهر گمیش تپه آغاز شده و تا کوه‌های گلیداغ در شمال شرق کلاله ادامه می‌یافته‌است. هم‌اکنون تقریباً تمام این دیوار از میان رفته‌است و تنها بخش‌های کوچکی از آن که در زیر خاک مدفون مانده، باقی است. دیوار قزل آلانگ پس از دیوار چین (به طول شش هزار کیلومتر)، بزرگ‌ترین دیوار دفاعی جهان است. این دیوار عظیم تاریخی که ۲۰۰ کیلومتر طول دارد در ۲۹ تیرماه سال ۱۳۷۸ به ثبت ملی رسیده‌است.

### تالاب بین‌المللی گمیشان
تالاب گمیشان جزء تالاب‌های بین‌المللی است که با ۱۷۷۰۰ هکتار وسعت و عمق متوسط یک و نیم متر در شمال شرق بندر ترکمن و در غرب گمیش تپه واقع شده‌است، این تالاب از جنوب به رودخانه گرگان، از شمال به رودخانه اترک و از غرب محدود به نواری از تپه‌های شنی است که این محل را از دریای خزر جدا می‌کند.
این تالاب با گسترش طولی جنوبی - شمالی است که ضلع جنوبی آن مصب رود گرگان، مرز شمالی مصب رود اترک و مرز غربی محدود به نواری از تپه‌های شنی است که این محل را از دریای خزر جدا می‌کند. متأسفانه این تالاب به دلایل انسانی همچون احداث سدهای مختلف بر روی گرگانرود و طبیعی همچون خشکسالی و عدم رسیدگی مطلوب در حال خشک شدن می‌باشد و حدود نزدیک به ۵کیلومتر از طول این تالاب خشک گردیده و مکانی برای چرای دام و احشام و به دنبال آن تخریب زیست گیاهی و جانوری گردیده‌است.
تالاب گمیشان علاوه بر تأثیر مثبت در آب و هوای منطقه، زیستگاه بسیاری از گونه‌های جانوری و گیاهی بوده و طبق پژوهش‌های انجام شده از غنای ژنتیکی برخوردار بوده و هنوز نیز مورد توجه دانش‌پژوهان در این زمینه است. در تالاب گمیشان ۱۱۶ گونه گیاهی موجود است.

## سوغات، غذاها و صنایع دستی

### شیرینی جات:
بیشمه (شیرینی سنتی)، تاتارچورک، قاتلامه، بورگ (پیراشکی سنتی)، چاپادی، اگمگ، پتیر، قاویرچ مارچ چورک

### سوغات دریایی:
خاویار، ماهی کپور، کفال، ماهی خشک، چونتا (نوعی جویدنی از ماهی خاویاری که به صورت نمک دود شده حاصل می‌شود)، قاویرغا (ازماهی خاویاری حاصل می‌شود)، روغن ماهی خاویاری

### غذاهی سنتی:
چکدیرمه (استانبولی)، یاهانا، سوزمه (پلو)، دوغ شتر

### صنایع دستی:
قالی و قالیچه دستباف ترکمن، گلیم، سوزن دوزی، توربافی صیادی، تولید زیورآلات ترکمن، تولید لباس سنتی، ساخت قایق‌های چوبی

## گونه‌های بافت قدیم شهر کمیش دپه

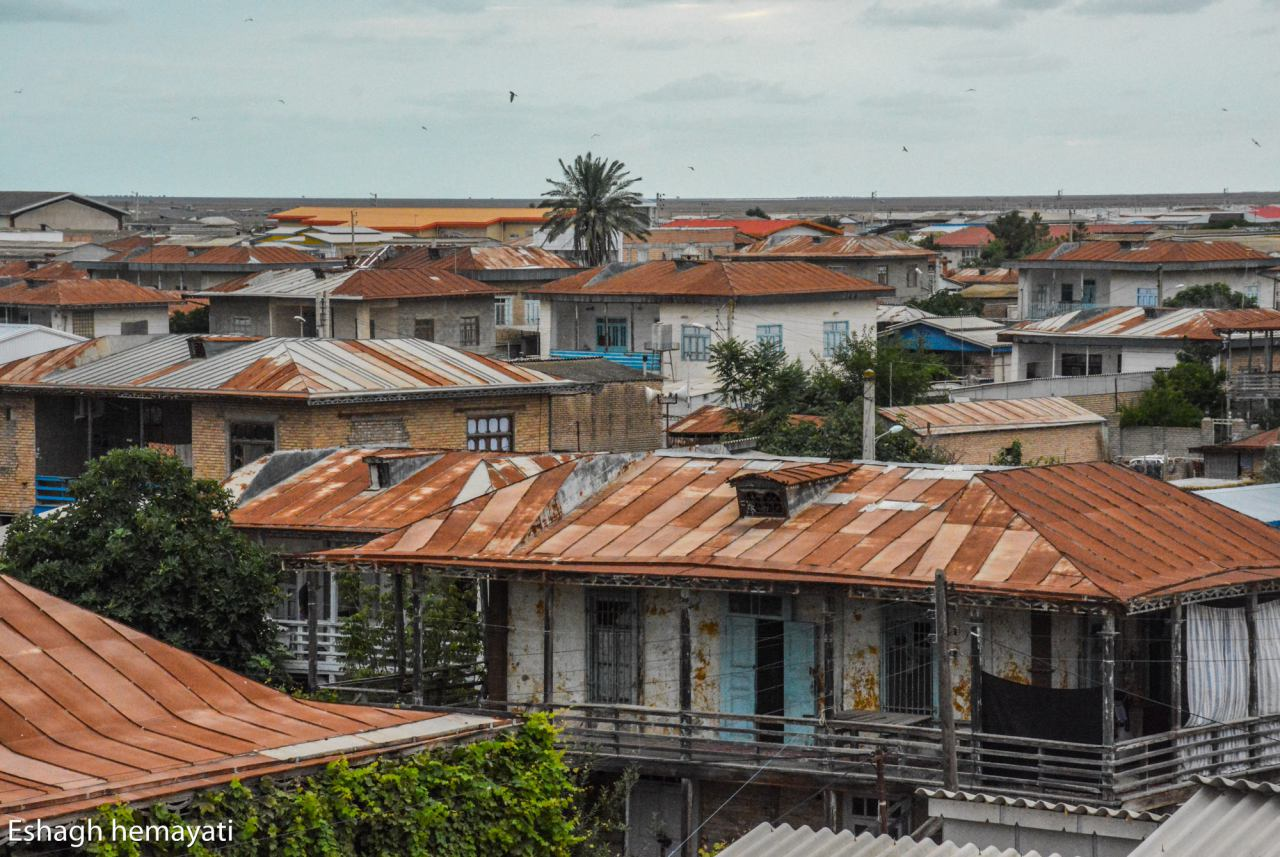

### محله شیر محمدی‌ها:
این محله ما بین خیابان‌های شهید یوسف مرگنی و خیابان جمهوری اسلامی غربی قرار گرفته‌اند. اقتصاد آن‌ها بیشتر وابسته به زمین‌داری و ملاکی بوده علاوه بر این دارای چندین ساختمان همراه با سایر متعلقات معماری بوده که در حال حاضر سه تا از بناها در آن محله باقی مانده‌است.

### محله خوزینی‌ها
این محله مابین خیابان‌های قدس و فلسطین واقع شده‌است. ساختمان‌های موجود در این محله که اقتصاد آن‌ها بیشتر وابسته به دریا و ماهیگیری و دنباله آن تجارت بوده علاوه بر این دارای چندین ساختمان چوبی بوده که در حال حاضر تعداد انگشت شماری از آن‌ها باقی مانده‌است. از آن جمله ساختمان آقای حاج عراز محمد خوزینی است که در حدود ۱۰۴ سال پیش‌ساخته شده‌است.

### محله مظفری‌ها
این محله در ضلع شرقی خیابان سعدی و جنوب خیابان قائم قرار گرفته و در حال حاضر دارای سه ساختمان و یک مسجد قدیمی می‌باشد.
ساختمان حاج بردی مظفری، این ساختمان در حدود ۱۰۰ سال پیش به سبک معماری روسی ساخته شده‌است. بنا در دو طبقه و با مصالح چوب اجرا شده و نمای اصلی آن رو به جنوب است. هر طبقه آن همانند سایر ساختمان‌های چوبی محله خوزینی‌ها دارای تراس چوبی و راهرو مرکزی در طبقات می‌باشد. در گوشه جنوب شرقی این ساختمان مسجدی قدیمی وجود دارد که در سال ۱۳۳۴ ه‍.ق توسط حاج مظفر مظفری بنا گردیده‌است.

### محله شیروانی‌ها
این محله در ضلع جنوبی خیابان فلسطین واقع شده و در حال حاضر دو ساختمان قدیمی آجری و همراه با یک مسجد وجود دارد. هر دو ساختمان از لحاظ فیزیکی دارای استحکام خوبی بوده و با مصالح آجر و در دو طبقه اجرا شده‌اند این ساختمان‌ها دارای پوشش شیروانی حلبی و دارای پنجره و درهای چوبی است.

### محله مصطفائی‌ها
این محله ما بین خیابان‌های عبدیجان آخوند و خیابان معلم قرار گرفته‌است. در حال حاضر دو ساختمان قدیمی در این محله وجود دارد، سابق بر این در این محله چندین ساختمان چوبی و آجری قدیمی وجود داشته که هم‌اکنون بعد از تخریب به جای آن‌ها ساختمان‌های جدید احداث شده‌است.

### محله دستان حاجی‌ها
این محله در جنوب غربی شهر قرار گرفته‌است. اقتصاد آن‌ها بیشتر وابسته به دامداری، صیادی و شکار بوده‌است.

## شهرهای خواهرخوانده
شهر گمیش تپه، سه خواهرخوانده دارد.
| تاریخ |           | شهر خواهرخوانده       |
| ----- | --------- | --------------------- |
| ۱۳۹۳  | قزاقستان  | اکتائو، قزاقستان      |
| ۱۳۹۳  | قزاقستان  | فورت شوچنکو، قزاقستان |
| 1375  | ترکمنستان | ترکمن باشی، ترکمنستان |

## آموزش عالی
فهرست برخی از مراکز آموزش عالی
| نام                             | رشته فعال | نفرات دانشجو | آخرین مقطع تحصیلی |
| ------------------------------- | --------- | ------------ | ----------------- |
| دانشگاه آزاد اسلامی مرکز گمیشان | ۲۵        | ۱۲۰۰         | دکترا             |
|                                 |           |              |                   |